# Nada en común
Nothing in Common es una película cómica-dramática de 1986, dirigida por Garry Marshall y protagonizada por Tom Hanks y Jackie Gleason, la última en que apareció.

## Argumento
A David Basner la suerte le sonríe. Tiene un importante trabajo como director creativo de una agencia de publicidad, gana mucho dinero y está siempre rodeado de mujeres. Sin embargo, su vida cambia cuando su padre le comunica por teléfono que su esposa, la madre de David, le ha abandonado tras 34 años de matrimonio. David tendrá que repartir su vida entre su madre, feliz de haber recuperado su independencia, y su recién jubilado padre, un hombre testarudo y poco sentimental.

## Reparto
| Actor           | Personaje            |
| --------------- | -------------------- |
| Tom Hanks       | David Basner         |
| Jackie Gleason  | Max Basner           |
| Eva Marie Saint | Lorraine Basner      |
| Hector Elizondo | Charlie Gargas       |
| Barry Corbin    | Andrew Woolridge     |
| Bess Armstrong  | Donna Mildred Martin |
| Sela Ward       | Cheryl Ann Wayne     |
| John Kapelos    | Roger                |